# (22601) 1998 HD124
1998 إتش دي 124 (ويعرف أيضًا باسم (22601) 1998 إتش دي 124 وفق تسمية الكوكب الصغير) (بالإنجليزية: 1998 HD124)‏ هو كويكب ضمن حزام الكويكبات؛ وترتيبه 22601 من حيث الاكتشاف.
اكتُشف هذا الجُرم الفلكي بواسطة بحث لنكولن عن الكويكبات القريبة من الأرض في 23 أبريل 1998.

## وصلات خارجية
- (22601) 1998 HD124 في قاعدة بيانات مختبر الدفع النفاث لأجرام النظام الشمسي الصغيرة

- الاكتشاف · مخطط المدار ·  العناصر المدارية · المعلمات المادية

- (22601) 1998 HD124 على موقع ويكي سكاي: DSS2, SDSS, GALEX, IRAS, Hydrogen α, X-Ray, Astrophoto, Sky Map, Articles and images